# Puerto de Lisboa

El Puerto de Lisboa es la principal terminal marítima de Portugal. Se encuentra cerca de la confluencia del río Tajo y el Océano Atlántico, convirtiéndose en un puerto natural en el estuario del Tajo, por un total de una cuenca neto de 32 mil hectáreas, lo que le permite recibir buques de cualquier tamaño, tales como de alta mar, también ofrece condiciones para los deportes. La costa portuguesa, debido a su posición, está en la encrucijada de importantes rutas de comercio internacional y frente a la Europa atlántica. Debido a esta posición estratégica, ha estado en las cadenas internacionales de comercio y suministro de líneas de cruceros.
El puerto cuenta con muelles en ambas orillas del Tajo. Los terminales de cruceros se encuentran relativamente cerca del centro de Lisboa.

## Historia

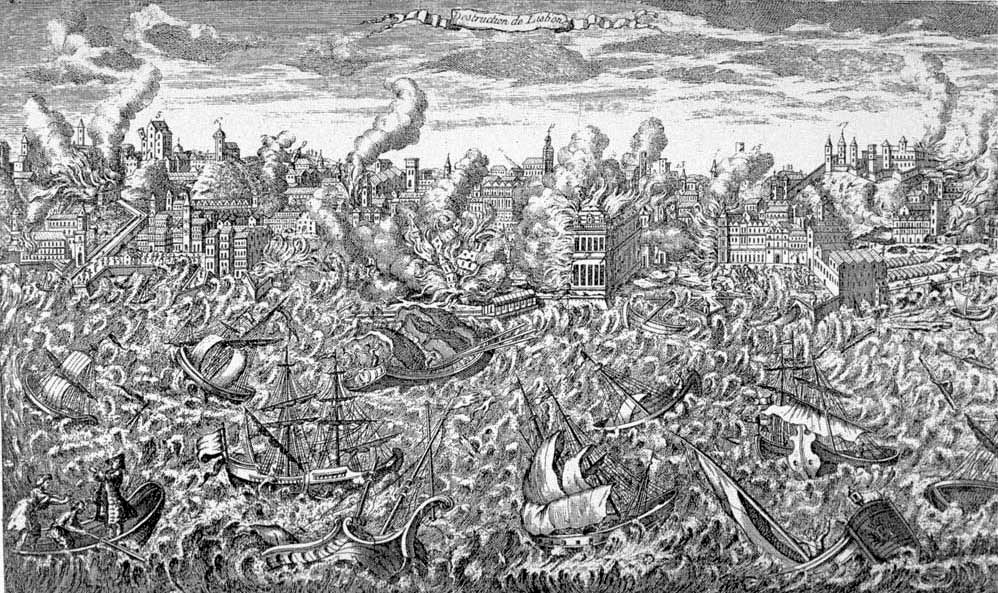
El puerto de Lisboa devastado durante el terremoto de 1755.

No hay datos de presencia humana en el estuario del Tajo desde la prehistoria. Se cree que la presencia de los fenicios en la zona en el siglo XXII a. C., habría creado un puerto comercial en la orilla norte del río. La ubicación estratégica de Lisboa dio lugar a la imposición de otras personas, hasta que en 205 a. C. la ciudad es conquistada por los romanos, estos siguieron los suevos y los visigodos. En el año 714 los moros conquistaron Lisboa y ampliaron el puerto con sus socios mediterráneos y el comercio del Atlántico.
En el siglo XI, con la reorganización de Europa, el tráfico y el comercio marítimo creció, lo que llevó Don Afonso Henriques dirigir su conquista hacia el sur con el fin de obtener apoyo a lo largo de la costa portuguesa a la conquista de Lisboa, un punto importante para el dominio del estuario del Tajo, que le daría mucha importancia al territorio en el contexto europeo. En 1147 entra en el Tajo, una flota de 164 buques con un ejército de cruzados que jugó un papel crucial en la conquista de Lisboa y después en defensa de este. En el siglo XIII los métodos de exploración se desarrollan mucho y en consecuencia, también los buques, la construcción de buques de gran tamaño y capacidad. Nacieron también las primeras líneas del Mediterráneo a Inglaterra y el norte de Europa, Lisboa era y sigue siendo una parada obligatoria para todos los buques que pasan por la costa de Portugal.
Es el Rey Juan I de Portugal, quien, desde el puerto de Lisboa, se le da al descubrimiento precoz de nuevas personas y nuevas empresas, el aumento de la frontera del mundo jamás ha conocido y la transformación del puerto de Lisboa en un punto importante para todo el comercio mundial. En este tiempo se reforzó la seguridad y la vigilancia en los fuertes de la entrada del estuario del Tajo que se erigió en su margen izquierda, en la zona de Almada.
En los siglos XVI y XVII, con el comercio luso-español aterrizaron en Lisboa productos como la madera de Brasil, el azúcar y el oro. En el terremoto de Lisboa de 1755 toda la ciudad fue reconstruida con el fin del comercio. Ya en el siglo XIX no hay necesidad de modernizar el puerto de Lisboa, para hacer estudios y proyectos y el 31 de octubre de 1887 se produjo la apertura de grandes obras en el puerto de Lisboa por el Sr. D. Luís I.

## Problemas ambientales

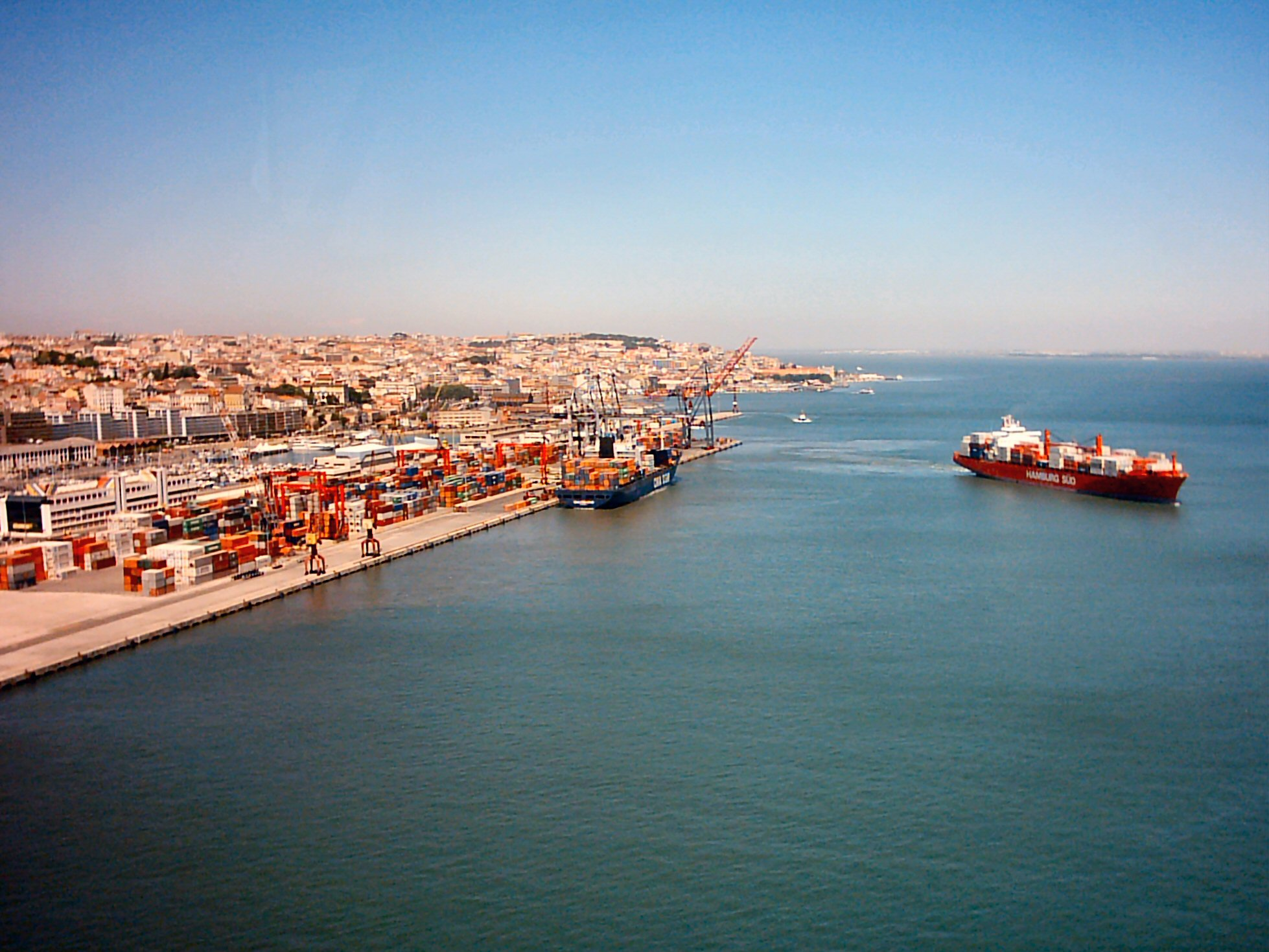
Terminal de carga.

El puerto de Lisboa se encuentra en un amplio estuario y muy variable en función de los valores nacionales. La mayor parte de esta área se encuentra bajo la jurisdicción del puerto, están cubiertos por los estatutos de conservación de la naturaleza:
- A nivel nacional, un área protegida y se llama la Reserva Natural del Estuario del Tajo.
- De acuerdo con programas como la red Natura 2000, lo que resulta en el interés de conservación, si la especie se llama la zona de protección especial del estuario del Tajo, donde a la existencia de hábitats se les llama Lugar de Importancia Comunitaria, podrán seguir considerándolo como un sitio de la integración de la Red de Reservas de la biogenética del Consejo de Europa.
- Internacional y localmente integrado en la lista de sitios RAMSAR y la Conservación en vista de los humedales de importancia internacional especialmente como hábitat de aves acuáticas.

La zona portuaria de la jurisdicción está limitada por los territorios de los once condados que abrazan el estuario del Tajo: Montijo, Almada, Barreiro, Lisboa, Loures, Moita, Oeiras, y Vila Franca de Xira.
Como parte de la zona operativa del puerto de Lisboa se encuentra en el centro de la ciudad, a veces hay un conflicto entre los intereses del puerto y las ciudades que componen la conservación del estuario y la naturaleza.